# Namhansanseong-myeon
Namhansanseong-myeon (koreanska: 남한산성면) är en socken i kommunen Gwangju i provinsen Gyeonggi i den norra delen av Sydkorea, 26 km öster om huvudstaden Seoul.
Socknen fick sitt nuvarande namn 16 oktober 2015. Dessförinnan hette den Jungbu-myeon (중부면).